# Jack Douglas
Jack Douglas, właśc. John Roberton (ur. 26 kwietnia 1927 w Newcastle upon Tyne – zm. 18 grudnia 2008 na wyspie Wight) – brytyjski aktor komediowy i artysta kabaretowy, wystąpił w wielu filmach z cyklu Cała naprzód.

## Życiorys
Na początkowym etapie swojej kariery występował przede wszystkim na estradzie, szczególnie często brał udział w koncertach kabaretowych, których główną gwiazdą był komik Des O’Connor. Od połowy lat 50. pojawiał się nieregularnie w różnych komediowych programach telewizyjnych, zaś w 1962 zadebiutował w filmie kinowym, grając małą rólkę w komedii Nearly a Nasty Accident. Przełom w jego karierze nastąpił w 1972, kiedy to po raz pierwszy wystąpił w filmie z cyklu Cała naprzód, którym było Mamuśka, do dzieła. O ile w tym pierwszym występie otrzymał zaledwie epizod (zaś zamiast pieniędzy przyjął jako wynagrodzenie dwanaście butelek dobrego szampana), o tyle w kolejnych odsłonach serii grywał już coraz poważniejsze role. Pojawił się we wszystkich filmach cyklu aż do jego zamknięcia w 1978, a także we wszystkich odcinkach siostrzanego serialu telewizyjnego Carry On Laughing. Zagrał również w filmie Kolumbie do dzieła (1992), który był niezbyt udaną próbą wskrzeszenia Całej naprzód po czternastu latach.
W późniejszym okresie życia występował głównie w teatrze, napisał również musical oraz dwie książki: swoją autobiografię A Twitch in Time oraz książkę kucharską. Na krótko przed swoimi siedemdziesiątymi urodzinami przeprowadził się z Londynu na wyspę Wight, gdzie poświęcił się głównie działalności charytatywnej. Zmarł około 7:15 w dniu 18 grudnia 2008, bezpośrednią przyczyną zgonu było zapalenie płuc. Miał 81 lat.